# Theatre PEOPLE PURPLE
theatre PEOPLE PURPLE（シアターピープルパープル）は、宇田学が主宰する日本の劇団。作・演出を務める、宇田学を中心に芝居好きの人間が集まり、劇団 PEOPLE PURPLE（劇団ピープルパープル）として、2000年旗揚げ。関西を拠点に活動している。
「演劇を観た事がない人や、演劇を一部の人にしか価値のわからない難解な芸術だととらえている人にも、生の舞台の楽しさ、生ならではの感動を味わってほしい」と考え、どの世代にもわかりやすく、笑えて、涙できる作品造りを目指している。
なかでも代表作『ORANGE』は、全国で3万人以上を動員し、2015年にテレビドラマ化もされた。
基本的に宇田学が各公演の劇作・演出を務める。主なメンバーに植村好宏、森下ひさえ、柏村有美、吉井ミワ、濱谷晃年、伊部夢花、片山誠子、谷野まりえなど（詳しくは下記参照）。

## 概要
- 2000年3月、旗揚げ公演として、『Be inside my HEART』を神戸アートビレッジセンターにて上演。旗揚げ時のメンバーは宇田学に、森下仁佐恵、柏村有美。
- 他劇団や舞台・映像作品で活動する俳優なども客演として交え、近年は年1、2本ほど公演を行っている。
- 劇団名は、情熱的な感情を色で表した赤と、冷静な感情を色で表した青。その中間のパープル。語呂がよかったためピープルパープルとなった。
- 2003年に東京に進出し、2004年に大阪に進出。
- 2006年上演の『The old CLOCK』にて、第18回池袋演劇祭を45劇団中1位の大賞を受賞した[1]。
- 2008年上演の『ORANGE』、グリーンフェスタにて、グリーンフェスタ賞、BIG TREE THEATER賞を受賞[2]。
- 一時は活動を休止したが、4年間の充電期間を経て、2018年に「theatre PEOPLE PURPLE」と劇団名を改めて、活動を再開[3]。

## 作風
ひとつのジャンルにとらわれず、ドキュメンタリー的ヒューマニズムな作品から、ファンタジーなど様々。
共通して、シンプルかつストレートなメッセージがこめられており、観た者にとって、ただのエンターテイメントにとどまらない、人間としての温かみのある作品。

## 在籍メンバー
以下の情報の典拠は劇団公式サイトによる。
- 宇田学（主宰：主に劇作家・演出家）
- 植村好宏
- 森下ひさえ
- 柏村有美
- 濱谷晃年
- 吉井ミワ
- 伊部夢花
- 片山誠子　退団
- 谷野まりえ
- 奈古あゆ未
- 柴田朱梨

## 過去の公演
※特記のないものは宇田学による作・演出。

### 本公演
- 『Be inside my HEART』（2000年3月・神戸アートビレッジセンター）
- 『ENDLESS TRIP』（2000年11月・神戸アートビレッジセンター）
- 『GURI』（2001年4月・尼崎ピッコロシアター）
- 『eternal BLUE』（2001年10月・神戸アートビレッジセンター）
- 『SEPIA』（2002年4月・神戸アートビレッジセンター）
- 『De・ja・vu』（2002年7月・神戸アートビレッジセンター）
- 『Be inside my HEART』（2002年10月・神戸アートビレッジセンター）
- 『Santa Claus』（2002年12月・神戸アートビレッジセンター）
- 『eternal BLUE』（2003年2 - 3月・神戸アートビレッジセンター）
- 『竜的雲〜 long de yun 〜』（2003年7月・神戸アートビレッジセンター）
- 『SEPIA』（2003年8月・新宿シアターモリエール）
- 『Three TIMES Three WAYS』（2003年9月・in→dependent theater 1st）
- 『crystal EVE』（2003年12月・神戸アートビレッジセンター）
- 『summer time』（2004年2月・神戸市立西区民センター）
- 『eternal BLUE』（2004年3月・新宿シアターモリエール）
- 『ORANGE』（2004年8月・梅田HEP HALL）
- 『crystal EVE』（2004年11月・恵比寿エコー劇場）
- 『ORANGE』（2005年2月・北沢タウンホール）
- 『ORANGE』（2005年3月・神戸アートビレッジセンター）
- 『Disfidare〜「最果ての歌」/「Piece of・・・」〜』（2005年9 - 10月・in→dependent theater 1st）
- 『Three TIMES Three WAYS』（2005年11月・ザムザ阿佐谷）
- 『ENDLESS TRIP』（2006年4月・東京芸術劇場小ホール1/新神戸オリエンタル劇場）
- 『The old CLOCK』（2006年9月・神戸アートビレッジセンター/東京芸術劇場小ホール）
- 『ORANGE』（2006年12月 - 2007年1月・新神戸オリエンタル劇場/六公会ホール）
- 『Smile☆スマイル』（2007年4月・シアターVアカサカ）
- 『CRYSTAL EVE』（2007年9月・神戸アートビレッジセンター/六公会ホール）
- 『ORANGE』（2008年1月・シアタードラマシティ/池袋シアターグリーン）
- 『ペトラと旅人とLoutka』（2008年9月・六公会ホール）
- 『ライフ イズ コメディ』（2008年12月・in→dependent theater 2nd）
- 『ORANGE』（2009年1月・ABCホール）
- 『Parallel LOVE』（2009年9 - 10月・神戸アートビレッジセンター/新宿シアターモリエール）
- 『ORANGE』（2010年1月・前進座劇場）
- 『The old CLOCK』（2010年9月・スペース107）
- 『GIFT -Love begets love-』(2011年12月・梅田HEP HALL)
- 『CRYSTAL EVE』(2012年9 - 10月・スペース107/梅田HEP HALL)
- 『ORANGE』(2013年1月・新神戸オリエンタル劇場)
- 『Happiness』(2013年5 - 6月・梅田HEP HALL/スペース107)
- 『サヨナラの物語』(2013年12月 - 2014年1月・梅田HEP HALL/新宿シアターモリエール)

### 学校公演
- 東岡山工業高校　芸術鑑賞会『De・ja・vu』（2003年6月・岡山市民会館）
- 大阪楠根中学校　芸術鑑賞会『summer time』（2004年9月・ライティホール）
- 日本福祉大学主催　日本福祉大学「安全の日」防災事業『ORANGEショートver.』（2006年10月・日本福祉大学文化ホール）
- 神戸女学院中・高等学校　芸術鑑賞会『ORANGEショートver.』（2008年6月・西宮市民会館アミティホール）
- 和歌山県立向陽高校　芸術鑑賞会『ORANGEショートver.』（2008年6月・和歌山県民会館）
- 開智中・高等学校　芸術鑑賞会『ORANGEショートver.』（2008年6月・学校内ホール）
- 私立土佐女子中学高等学校　芸術鑑賞会『ORANGEショートver.』（2009年10月・高知県立県民文化ホール　グリーンホール）
- 滋賀県立命館守山中学・高等学校　芸術鑑賞会『ORANGE』（2012年7月・守山市民ホール）
- 神戸女学院中学部・高等学部　芸術鑑賞会『ORANGEショートver.』（2014年11月・西宮市民会館アミティホール）

### 番外公演
- 震災10年神戸からの発信フォーラム　セミナー&シアターで体感する安全・安心ーPeaceーなKOBE『ORANGEショートver.』（2005年9月・新神戸オリエンタル劇場）
- 兵庫県豊岡市主催『ORANGEショートver.』（2006年1月・豊岡市但東町合橋地区公民館）
- 新神戸オリエンタル劇場主催　チャレンジナイト『袋小路なクリスマス』『同窓会〜子−大×友＝忘〜』（2006年5月・新神戸オリエンタル劇場）
- 豊岡市・豊岡市教育委員会主催　台風23号2周年メモリアル事業『ORANGE』（2006年10月・豊岡市民会館文化ホール）
- 北九州市消防局主催　北九州市防災フォーラム`09参加『ORANGE』（2009年9月・ウェルとばた大ホール）
- 〜港で出会う芸術祭〜神戸ビエンナーレ2009『ORANGEショートver.』（2009年11月・メリケンパーク野外特設ステージ）
- AMUSE×PEOPLE PURPLE『ORANGE』(2011年2月・渋谷パルコ劇場)
- AMUSE×PEOPLE PURPLE『ORANGE』(2013年3 - 4月・本多劇場/森ノ宮ピロティホール)
- 中京テレビ放送主催　名古屋公演『ORANGE』(2013年9月/名鉄ホール)
- 新人公演『同窓会〜子−大×友＝忘〜』(2013年11月・レンタルスペースB.SQUARE)
- 安城市主催　安城市防災研修事業『ORANGE』(2014年8月・安城市文化センター)